# 범일역 (한국철도공사)
범일역(Beomil station, 凡一驛)은 대한민국 부산광역시 부산진구 범천동에 있는 동해선과 가야선의 철도역이다. 역명과는 달리 동구 범일동이 아닌 부산진구 범천동에 위치하고 있으며, 인근에 부산 도시철도 1호선의 범내골역이 있다. 현재 여객 열차는 운행되지 않고, 여객 취급이 중단된 후에도 한동안 승차권도 판매하였으나 지금은 구입할 수 없다. 범일역 구내 선로 옆에 경부선 선로와 나란히 있으나, 경부선의 역으로는 등록되어 있지 않다.

## 역사
- 1943년 4월 2일 : 신호소로 개역
- 1957년 1월 16일 : 보통역으로 승격
- 1967년 7월 1일 : 화물 취급 중지[1]
- 1968년 9월 11일 : 화물 취급 재개[2]
- 1979년 12월 25일 : 역사 신축 준공
- 1991년 10월 15일 : 화물 취급 중지
- 1996년 4월 1일 : 도시통근열차 부산역~ 해운대역 정차
- 1998년 1월 13일 : 통일호 부산역~포항역 1왕복 증편
- 1998년 10월 1일 : 통일호 부산역~울산역 영천경유 동대구역 열차 연장 증편
- 2004년 2월 1일 : 여객 취급 중지 (동해남부선 여객열차 시·종착역을 부전역으로 변경)
- 2009년 10월 31일 : 화물 취급 중지[3]